# MADBEAVERS
MADBEAVERS（マッドビーバーズ）は、日本のロックバンド。

## 略歴
1998年、hide with Spread Beaversのメンバー・KIYOSHIの呼びかけにより、同じくメンバーであったJOE、CHIROLYNで「KIYOSHI's MAD BEAVERS」を結成。後に各メンバーが多忙のため活動休止する。
2005年、KIYOSHI所属のmachineの仕事にて3人再会後、「MADBEAVERS」として活動再開。2007年、1stアルバムをリリース・CHIROLYNが脱退。以後2人で活動。年末にベースサポートを行ったEBIが、2008年に正式加入する。

## メンバー
- KIYOSHI - Vocal & Guitar
- EBI - Bass

### 元メンバー
- CHIROLYN - Bass & Vocal
- 宮脇“JOE”知史 - Drums

## ディスコグラフィ

### シングル
- Rock'n Roll Explosion（DVD付） （2005）
- CULT DIVER （2009）
- SHANGHAI BABY / SPELL's （2014）
- Mr. APOLOGY / CRAZY HEAVEN （2014）
- SMOKING KILLS / 何処にもいけない夜に （2014）

### アルバム
- Sixsongs Threemadness （2006）
- UNDERLIGHTNING （2007）
- You are my Black sunshine （2008）
- We are supercar generation baby （2010）
- ANGELA （2012）
- 嵐の夜 （2013）
- The highest phenomena （2014）
- MADBEAVERS TOUR 2014『最高現象』 （2015） ライブ

### DVD
- 闇夜を切り裂くSUPERCAR GENERATION BABY TOUR 2010 （2010）
- MADBEAVERS ARCHIVES Vol.1 （2013）
- MADBEAVERS ARCHIVES Vol.2 （2013）
- MADBEAVERS TOUR 2013『BRANDNEW OVER』 前の篇/後の篇 （2013）
- TOKYO BURST （2014）